# Cherabad
Cherabad (ouzbek : Sherobod, en russe : Ширабад, Шеробод) est une ville du sud de l'Ouzbékistan qui se trouve dans la province de Sourkhan-Daria sur la rive droite de la rivière Cherabad à soixante kilomètres au nord de Termez. Elle est le chef-lieu administratif du district du même nom. Elle a obtenu le statut de ville en 1973.

## Histoire
Le district de Sherobod est un district de la région de Sourkhan daria, en Ouzbékistan. Il a été créé le 29 septembre 1926. Le district est bordé par Boysun au nord, Bandixon au nord-est, Qiziriq à l'est, Muzrabot au sud, Angor au sud-est, la région de Kachkadaria au nord et le Turkménistan à l'ouest [3]. Le district s'étend sur 2 730 kilomètres carrés. En 2003, sa population était de 134 000 habitants. Le district de Sherobod comprend une ville, Sherobod, et 9 assemblées de citoyens rurales (Bo'ston, Zarabog', Oqqo'rg'on, Rabotak, Sariqamish, Seplon, Talashqon, Chinobod et Yangiturmush).

## Géographie
La frontière sud du district est traversée par le canal de Zang, tandis que le canal principal de Sherobod provient de l'est. À proximité des villages d'Oqtosh, Pashxo'rd et Zarabog, on trouve des qanats anciens qui ont été traditionnellement utilisés. Dans les plaines, on trouve des sols sablonneux et limoneux, tandis que les zones arides ont des sols rocheux et les régions montagneuses ont des sols argileux.

## Découvertes archéologiques
Des découvertes archéologiques confirment l'antiquité du district de Sherobod. Le territoire du district est associé à l'art ancien, avec les pétroglyphes de Zaravutsoy, les anciennes cités de Jarqoton et Jondavlattepa, ainsi que le caravansérail de Nondahana (XIXe – XXe siècles) situé dans la région,. On sait que le célèbre érudit islamique Imam Termizi (Al-Tirmidhi) est originaire de l'actuel district de Sherobod dans le monde islamique. Son mausolée est préservé à l'intérieur des limites du district.

## Stations thermales
Sur le territoire du district, il y a des sanatoriums et des centres de santé tels que « Aqtosh » et « Vandob »,.

## Population
Selon le recensement de 2004, la ville comptait 25 200 habitants.

## Industrie
L'économie de la ville repose en grande partie sur une usine de traitement du coton et sur des fabriques de céramique.

## Patrimoine
Un mazar (mausolée) se trouve à Cherabad, consacré à un érudit musulman du IXe siècle, Abou Issa Mouhammad at-Tirmizi, auteur des hadiths « Sounan at-Tirmizi ».